# Kamionka Poprzeczna
Kamionka Poprzeczna – wieś w Polsce położona w województwie podlaskim, w powiecie suwalskim, w gminie Bakałarzewo.
Kamionka Poprzeczna powstała w XX wieku. Wyodrębniła się ze Starej Kamionki. Przedwojenna wieś dysponowała łaźnią. W 1945 roku mieszkało w niej 71 osób. Spis z 1966 roku podaje, że istniało tu 17 domów. W latach sześćdziesiątych XX wieku rodzina Sadłowskich posiadała w Kamionce Poprzecznej czyzowarnię. We wsi urodził się Wacław Olszewski, marszałek województwa suwalskiego i burmistrz Olecka.
W latach 1975–1998 miejscowość administracyjnie należała do województwa suwalskiego.
Przez miejscowość przebiega droga wojewódzka nr 653.